# Ingeborg Kleinert (Politikerin, 1926)
Ingeborg Frieda Franziska Kleinert, geb. Pittack (* 18. Juni 1926 in Berlin; † 4. Juni 1989 in Wiesbaden) war eine deutsche Juristin und Politikerin (SPD).

## Leben
Kleinert besuchte die Volksschule und arbeitete zunächst als Stenotypistin. Über den zweiten Bildungsweg erlangte sie das Abitur. Im Anschluss nahm sie ein Studium der Rechtswissenschaft an der Albert-Ludwigs-Universität Freiburg auf, das sie 1953 mit dem Ersten Juristischen Staatsexamen abschloss. Nach dem Referendariat und der Ablegung des Zweiten Juristischen Staatsexamens 1957 war sie bis 1960 als Rechtsanwältin tätig. Danach zog sie nach Wiesbaden, wo sie zunächst als Referentin und ab 1965 als Leiterin beim Büro für staatsbürgerliche Frauenarbeit e.V. in Hessen arbeitete.
Kleinert trat 1960 in die SPD ein und betätigte sich zunächst kommunalpolitisch. Von 1960 bis 1965 war sie Stadtverordnete in Wiesbaden.
Dem Deutschen Bundestag gehörte sie vom 13. November 1964, als sie für den verstorbenen Abgeordneten Ladislaus Winterstein nachrückte, bis 1965 an. Am 14. Dezember 1967 wurde sie erneut Mitglied des Bundestages, als sie für den verstorbenen Abgeordneten Hans Merten nachrückte. In beiden Fällen war sie über die Landesliste der SPD Hessen ins Parlament eingezogen. Von Dezember 1964 bis 1965 sowie von Januar 1968 bis 1969 war sie im Bundestag Mitglied des Rechtsausschusses.
Nach ihrem Ausscheiden aus dem Bundestag 1969 zog sie sich ins Privatleben zurück.